# Radikal 198
Radikal 198 mit der Bedeutung „Hirsch“ ist eines von sechs traditionellen Radikalen der chinesischen Schrift, die mit  elf Strichen geschrieben werden.
Mit 20 Zeichenverbindungen in Mathews’ Chinese-English Dictionary kommt es nur selten im Lexikon vor. Im 40.000 Zeichen umfassenden Kangxi-Wörterbuch gibt es nur 104 Schriftzeichen, die unter diesem Radikal zu finden sind.
Das Zeichen existiert bereits auf den Orakelknochen. Diese Urformen zeigen deutlich das Abbild eines Hirsches. Die heutige untere Komponente 比 ist aus den Beinen dieses Hirsches hervorgegangen.
Als Sinnträger stellt 鹿 den Bedeutungszusammenhang Rotwild und ähnliche Tiere her wie in 糜 (= Elch).
Als Lautträger tritt 鹿 auf in 漉 (= durchsickern) und 簏 (= Bambuskorb).

## Schriftzeichenverbindungen, die vom Radikal 198 regiert werden
| Striche | Zeichen        |
| ------- | -------------- |
| +0      | 鹿             |
| +02     | 麀 麁 麂       |
| +04     | 麃 麄          |
| +05     | 麅 麆 麇 麈    |
| +06     | 麉 麊 麋       |
| +07     | 麌 麍 麎 麏 麐 |
| +08     | 麑麒麓麔麕麖麗 |
| +09     | 麘 麙 麚 麛    |
| +10     | 麜 麝          |
| +11     | 麞             |
| +12     | 麟             |
| +13     | 麠             |
| +14     | 麡             |
| +17     | 麢             |
| +20     | 麣             |
| +22     | 麤             |

 Im Unicodeblock Kangxi-Radikale ist das Radikal 198 unter der Codepointnummer 12.229 (U+2FC5) codiert.